# Distrikt Copani
Der Distrikt Copani liegt in der Provinz Yunguyo in der Region Puno in Südost-Peru. Der Distrikt wurde am 28. Dezember 1984 gegründet. Er besitzt eine Fläche von 58,9 km². Beim Zensus 2017 wurden 5011 Einwohner gezählt. Im Jahr 1993 betrug die Einwohnerzahl 6205, im Jahr 2007 5436. Sitz der Distriktverwaltung ist die 3854 m hoch gelegene Ortschaft Copani mit 620 Einwohnern (Stand 2017). Copani befindet sich 18 km südsüdöstlich der Provinzhauptstadt Yunguyo.

## Geographische Lage
Der Distrikt Copani befindet sich im Südwesten der Provinz Yunguyo. Er liegt auf dem Festland am Westufer des Wiñaymarka, dem Südteil des Titicacasees. Der Distrikt erstreckt sich entlang der Südostflanke des Vulkans Cerro Khapia.
Der Distrikt Copani grenzt im Süden und im Westen an den Distrikt Zepita (Provinz Chucuito) sowie im Norden an den Distrikt Yunguyo.

## Ortschaften
Im Distrikt gibt es neben dem Hauptort folgende größere Ortschaften:
- Amaquilla (244 Einwohner)
- Huayllani (256 Einwohner)
- Quellamaya (352 Einwohner)
- Santa Rosa (305 Einwohner)
- Sucuihuincalla (259 Einwohner)
- Taucamaya (244 Einwohner)